# Richard von Mediavilla

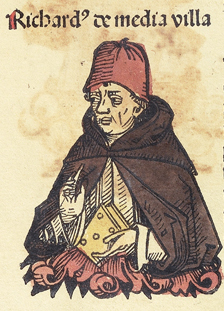
Holzschnitt von 1493

Richard von Mediavilla OFM (lateinisch Richardus de Media Villa, englisch Richard of Middleto(w)n, deutsch auch Richard von Middleton, französisch Richard de Menneville; * um 1249; † 30. März 1302 oder 1303 oder um 1308 in Reims), auch genannt „Doctor solidus“, war ein franziskanischer Ordensgeistlicher, Theologe und Philosoph sowie theologisch-philosophischer Schriftsteller.

## Leben

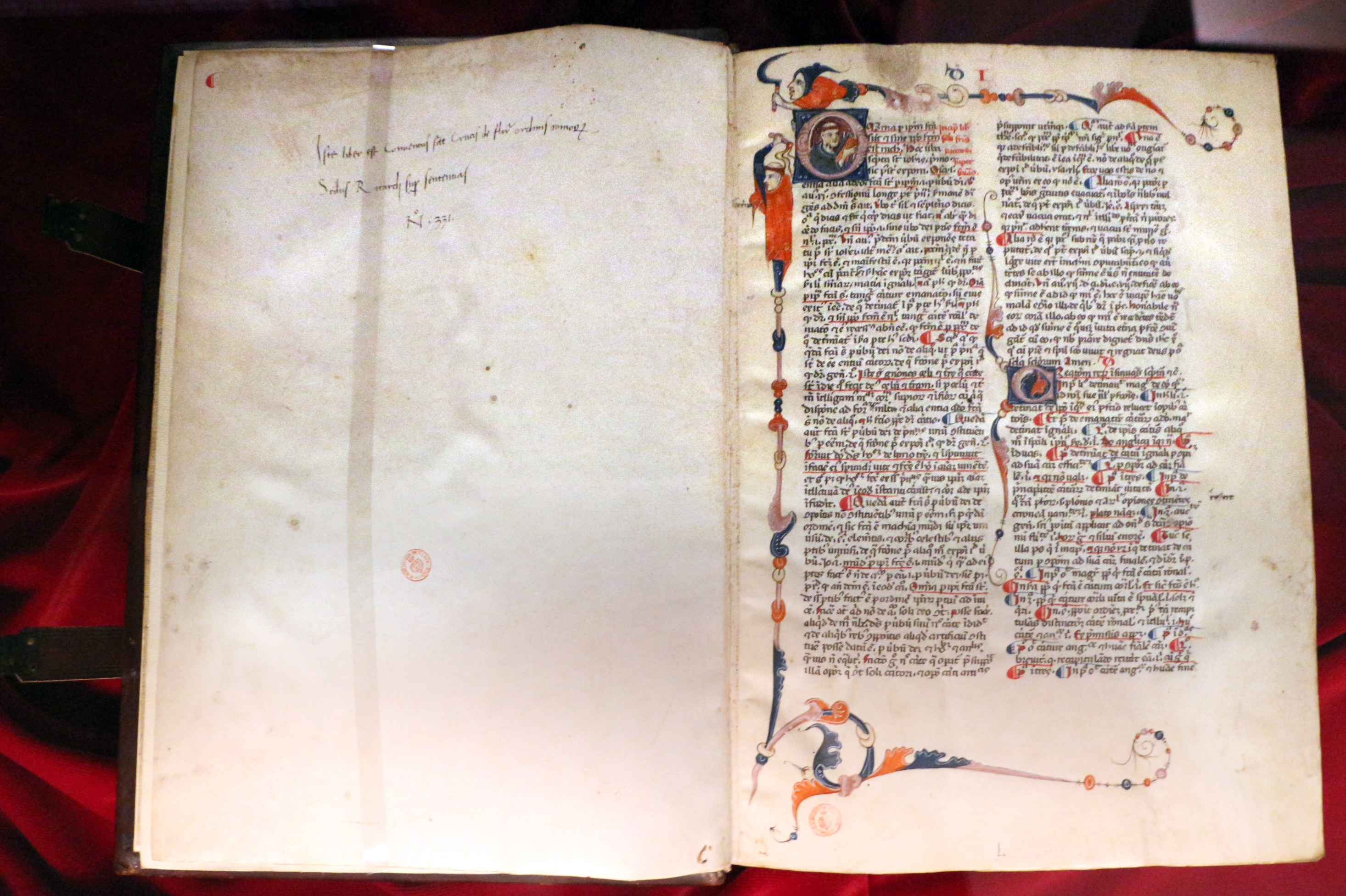
Abschrift von Richards Kommentar zu den Sentenzen des Petrus Lombardus, Biblioteca Medicea Laurenziana, Florenz

Über Richards Leben ist nur wenig bekannt und viele Einzelheiten sind nicht mehr feststellbar. Er wurde um die Mitte des 13. Jahrhunderts entweder in Frankreich oder in England geboren. Sein latinisierter Herkunftsname de Media Villa deutet entweder auf eine Familie aus Menneville oder Moyenneville in Frankreich oder aus einem Middleton in England oder Schottland. Richard trat in den Franziskanerorden an und studierte vielleicht zunächst in Oxford, ehe er an die Universität von Paris wechselte, wo er zwischen 1276 und 1287 Anhänger des von Bonaventura wieder aufgegriffenen Augustinismus gegen die Angriffe der Anhänger des Aristotelismus verteidigte. Zu seinen Dozenten gehörten vermutlich William of Ware und Matteo d’Acquasparta, die zu den führenden Verteidigern des Augustinismus gehörten. Ab 1280 hielt er Vorlesungen zu den Sentenzen des Petrus Lombardus. 1283 wurde er als Mitglied einer Kommission erwähnt, die sich mit den theologischen Arbeiten des Franziskaners Petrus Johannis Olivi auseinandersetzte. Von 1284 bis 1287 war er Regens der Schule des Franziskanerordens in Paris. 1295 wurde er zum Provinzial der Francia ernannt. In dieser Eigenschaft scheint er kurz darauf, und zwar im Jahr 1296, persönlich den Eintritt Ludwigs von Toulouse in den Franziskanerorden begleitet zu haben. Er starb zwischen 1302 und 1309.

## Werk
Vermutlich 1281 begann Mediavilla seinen Kommentar Super sententias Petri Lombardi zu den Sentenzen von Petrus Lombardus, den er 1284 vollendete. Darin übernahm er allerdings auch zahlreiche Einschätzungen von Thomas von Aquin. Eine Reihe seiner Thesen entsprechen trotz der traditionell starken Ausrichtung der Franziskaner auf Augustinus nicht den Lehren von Bonaventura und dem Augustinismus. Besonders wenn es um die Natur des Wissens geht, folgte Richard der von Aristoteles inspirierten Scholastik, wie sie sich in den Werken von Thomas von Aquin zeigt. Zur gleichen Zeit verfasste er eine Quodlibeta, die jedoch in weiten Teilen die Thesen von Thomas von Aquin kritisiert. Daneben wurden noch sechs seiner Predigten veröffentlicht.
Mediavillas Verbindung zum Augustiniusmus zeigt sich vor allem in seinen Thesen zum Willen, wobei er nicht völlig mit seinen Lehrern William of Ware und Matteo d’Acquasparta übereinstimmt. Für ihn zählte der Wille mehr als der Verstand, da er es für richtiger hielt, Gott zu lieben, anstatt ihn zu verstehen. Das Verstehen von Gott, ohne Gott zu lieben würde den Menschen von Gott abwenden, und als Schlüssel zum Willen betrachtete er die Freiheit. Der Verstand wird von Beweisen gefordert. Wenn Beweise möglich sind, wird der Wille vom Drang des Menschen gefordert, Gott zu suchen. Nach Mediavilla kann der Mensch zwischen mehreren Wegen wählen, um Gott zu finden. Selbst wenn der Verstand weise genug ist, um den Menschen den besten Weg zu Gott zu zeigen, bedeutet dies, dass der Mensch nicht gezwungen ist, diesem Weg zu folgen. Demnach leuchtet der Verstand wie ein Diener mit einer Lampe in der Nacht den Weg aus, doch der Wille entscheidet letztlich und bestimmt die Richtung, in die der Mensch geht, um Gott zu finden. Die Überlegenheit des menschlichen Willens über den Verstand zeigt sich in Mediavillas Aufbau der Theologie. Das Studium der Schriften kann sicherlich das menschliche Wissen über Schöpfer und Schöpfung erweitern, doch prinzipiell soll sie den Menschen zum Handeln antreiben. Mediavilla glaubte, dass die Schriften Vorschriften und Verbote vorschreiben und den Menschen durch Versprechungen anziehen, damit würden sie Beispiele geben, denen er folgen oder die er vermeiden könne. Das Studium von Schriften verbessere die Seele und würde sie durch Angst und Liebe näher zu Gott bringen. Die Theologie sei eher eine praktische Wissenschaft, denn wenn sie spekulativ sei, würde sie den christlichen Glauben verringern.
Der Einfluss der Lehren von Thomas von Aquin zeigt sich noch mehr in Richards Theorie des Wissens. Middleton lehnte die Illuminationslehre von Bonaventura und dessen Anhängern ab. Nach seiner Behauptung könne das Wissen des Menschen durch die Abstraktion des Verstandes von den Erfahrungen der Sinne erklärt werden. Das menschliche Individuum wisse, und sie wissen durch die Mittel ihrer eigenen Bemühungen des Verstandes und nicht durch eine göttliche Erleuchtung. Gott könne nur erkannt werden über das Forschen nach dem Ursprung oder dem Ende von Wesen.